# Kościół Mariacki w Güstrowie
Kościół Mariacki (niem. Pfarrkirche St. Marien) – luterański, gotycki kościół farny znajdujący się w niemieckim mieście Güstrow. Jest jednym z obiektów na trasie Europejskiego Szlaku Gotyku Ceglanego.

## Historia
Pierwsza wzmianka o kościele parafialnym w Güstrowie pochodzi z roku 1308. W 1340 ufundowano pierwsze organy oraz dwadzieścia ołtarzy bocznych. W 1357 własną kaplicę z ołtarzem urządziło Bractwo św. Bartłomieja, a w 1368 – Bractwo św. Katarzyny. Kościół został znacznie zniszczony podczas pożaru w Uroczystość Świętych Apostołów Piotra i Pawła w 1503 roku. Pięć lat później konsekrowano kościół, zainstalowano 18 nowych ołtarzy i zawieszono trzy dzwony. W 1533 zezwolono na odprawianie protestantom porannych nabożeństw przed godziną ósmą rano, a w następnym roku świątynię całkowicie przejęli luteranie. W 1552 usunięto wszystkie ołtarze i obrazy oraz zainstalowano nowe ławki. W latach 1718–1920 wieża kościelna mieściła mieszkanie strażnika miejskiego, a w 1765 czterospadowy dach wieżowy zastąpiono barokowym hełmem, który w 1780 pokryto miedzią. W latach 1880–1883 świątynię przebudowano wg projektu Georga Daniela, m.in. podwyższono południową nawę. W 1942 brązowe dzwony zarekwirowano na cele wojenne, zachowano jedynie instrument z 1425 roku. W 1950 odlano trzy żeliwne dzwony z odlewni w Apoldzie. W 1978 wymieniono dach, w 1984 na wieży zainstalowano nowy mechanizm zegara. W latach 2004–2009 świątynię gruntownie odrestaurowano, a w 2014 zakończono trwającą 22 lata konserwację ołtarza głównego. W 2016 zawieszono nowe, brązowe dzwony.

## Architektura i wyposażenie
Świątynia gotycka, trójnawowa, o układzie halowym.
Wnętrze zdobi ołtarz szafiasty z 1522 roku, autorstwa brukselskiego rzeźbiarza Jana Bormana. Jest szeroki na 5,5 m i wysoki na 4,5 m. Składa się ze 180 figur; wewnętrzna część przedstawia sceny męki pańskiej, a skrzydła od zewnątrz zdobią rzeźby śś. Marii, Katarzyny, Piotra i Pawła. Dekorację malarską ołtarza wykonał Barend van Orley. Ołtarz wyremontowano w roku 1880 i odrestaurowano w latach 1997–2015, w 2006 roku patronat nad inwestycją objął ówczesny wiceprzewodniczący Bundestagu Wolfgang Thierse. 
Najstarszym elementem wyposażenia jest XV-wieczna pietà. Piaskowcową ambonę wykonał w 1583 roku Rudolf Stockmann z Antwerpii. Stalle dla radnych pochodzą z roku 1599. Wnętrze dekorują również liczne renesansowe epitafia. 43-rejestrowe organy wykonano w 1931 roku warsztacie Wilhelma Sauera i odrestaurowano w maju 2011, instrument wbudowano w prospekt z lat 1764–1765 ustawiony na rokokowej emporze. Na wieży kościoła zawieszone są cztery brązowe dzwony – zabytkowy dzwon z 1425 roku oraz trzy dzwony odlane w 2015 roku w zakładzie Kunst- und Glockengießerei w Lauchhammer.

## Galeria

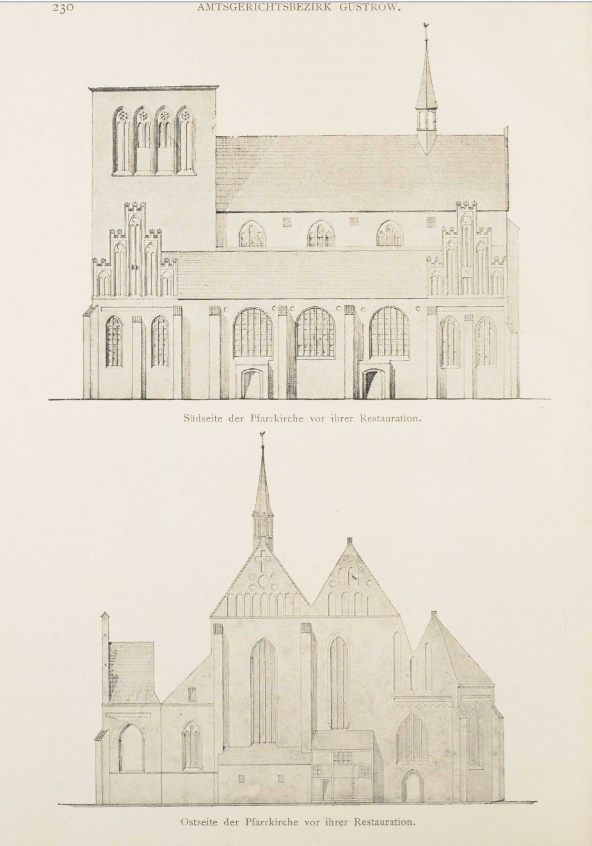
Wygląd kościoła przed XIX-wieczną przebudową
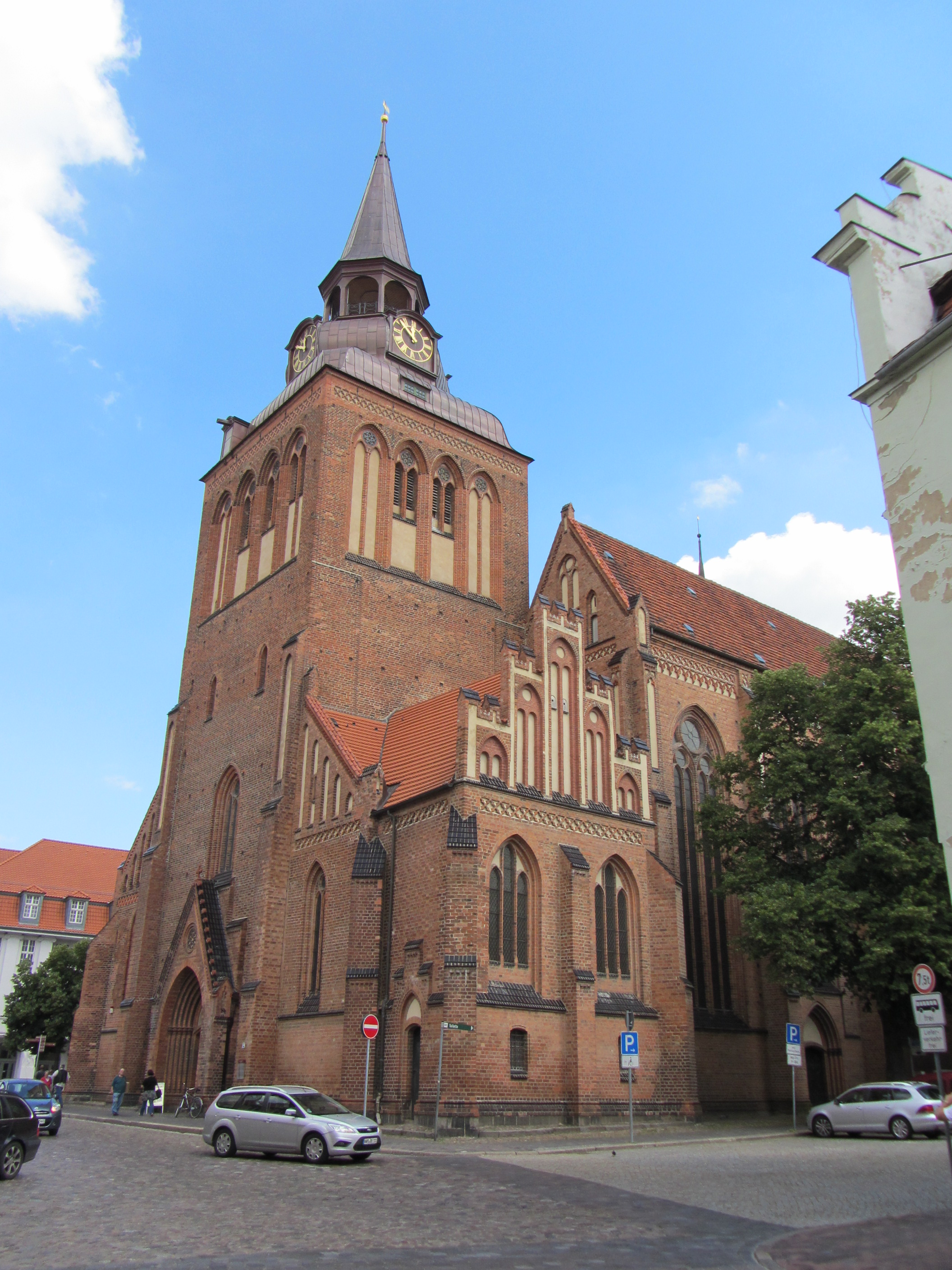
Widok z południowego zachodu
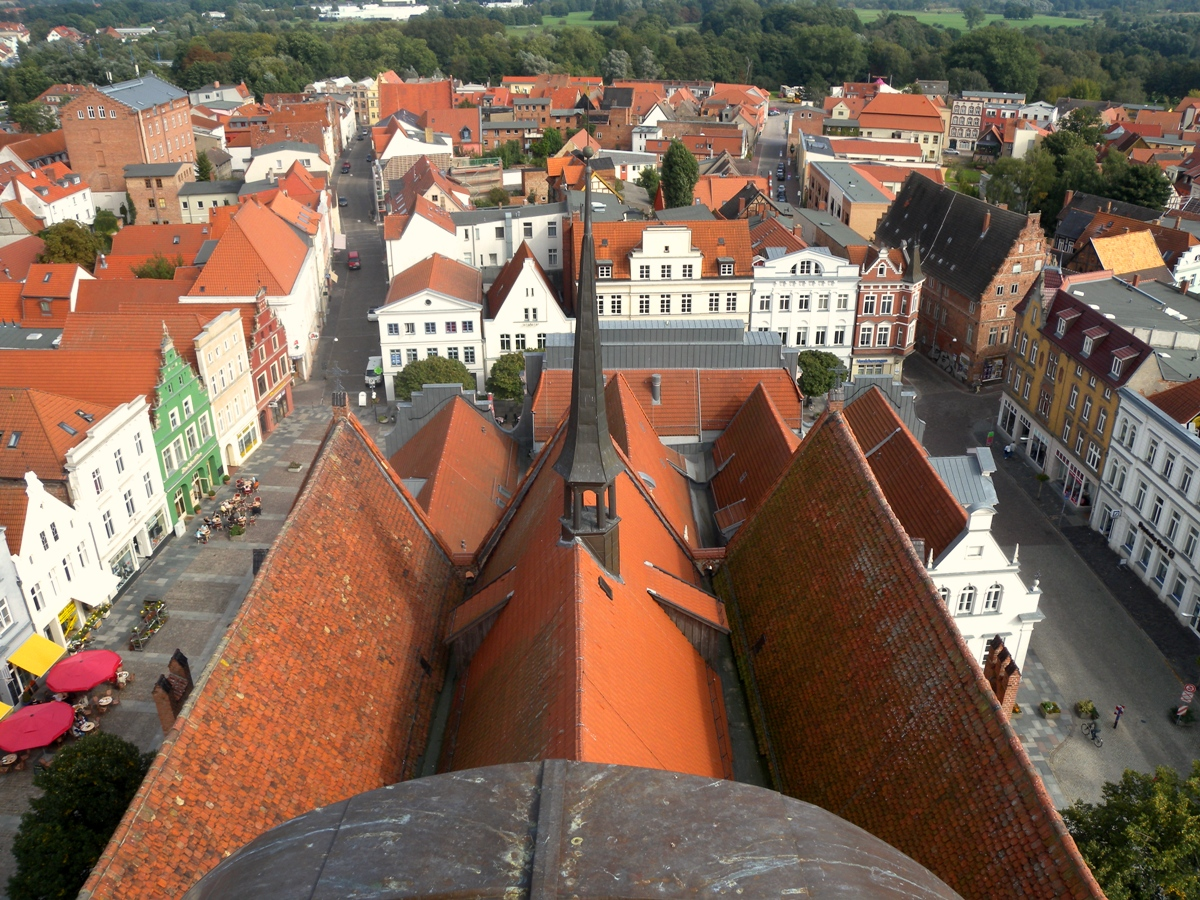
Dachy naw
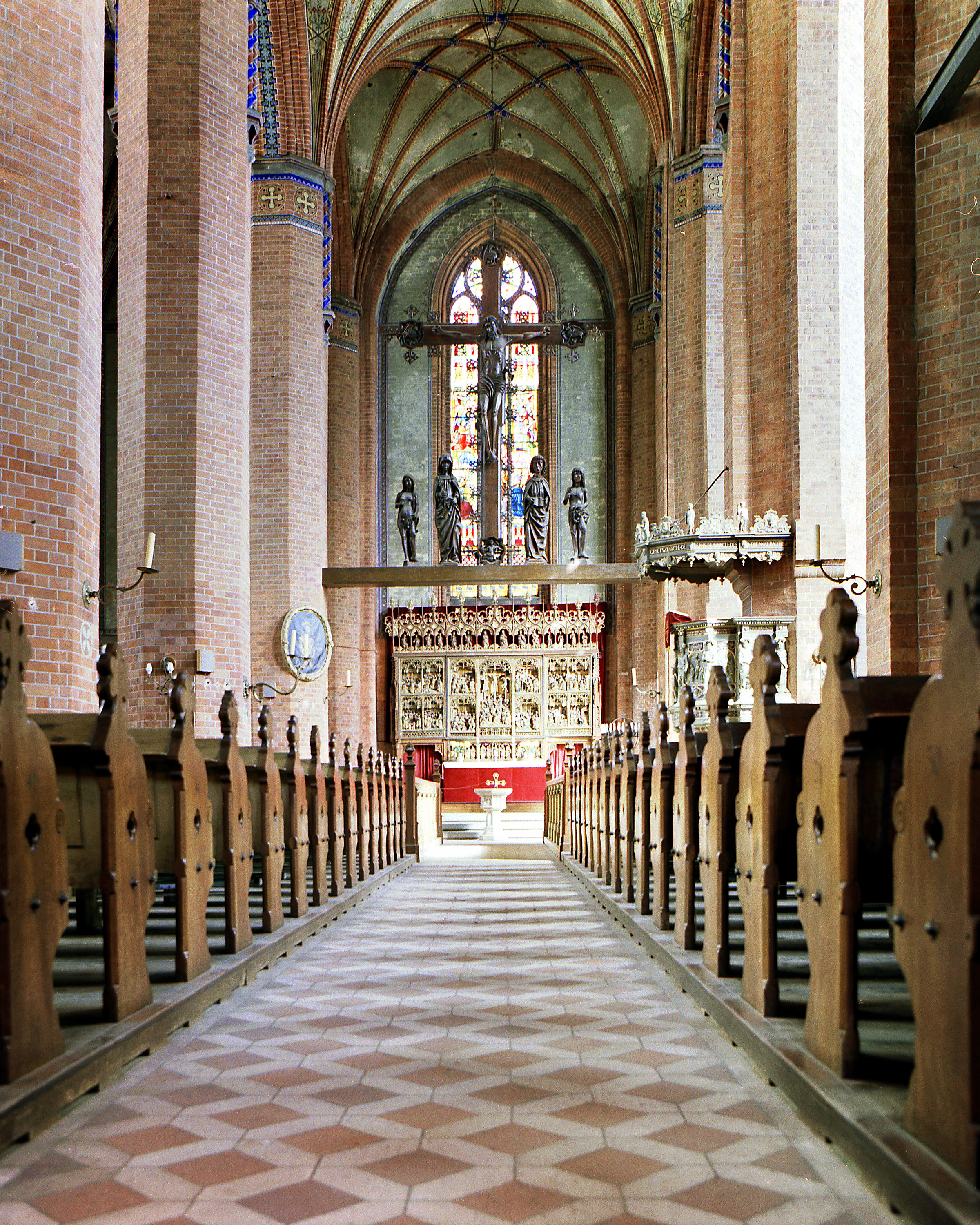
Nawa główna
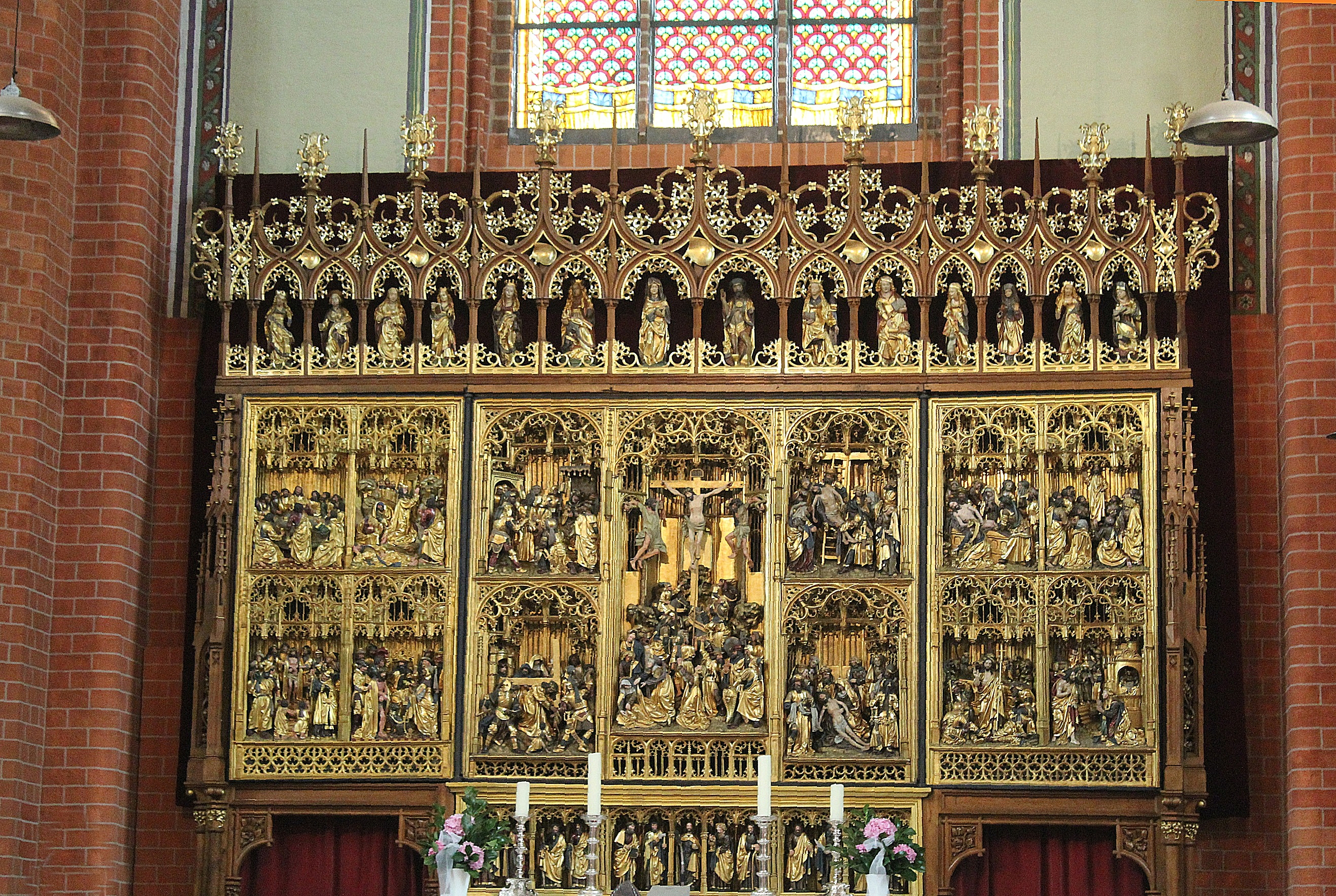
Ołtarz główny
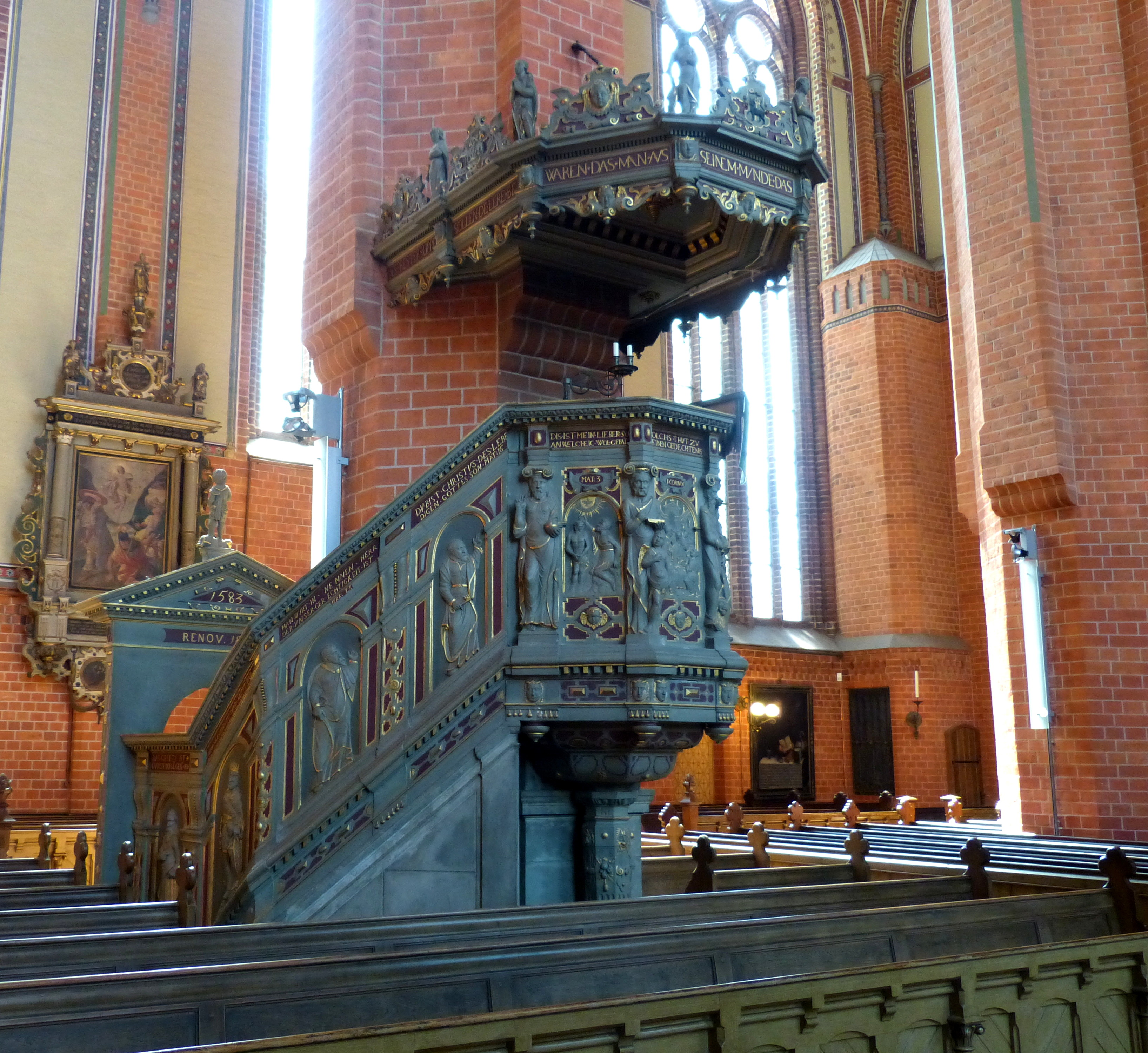
Ambona
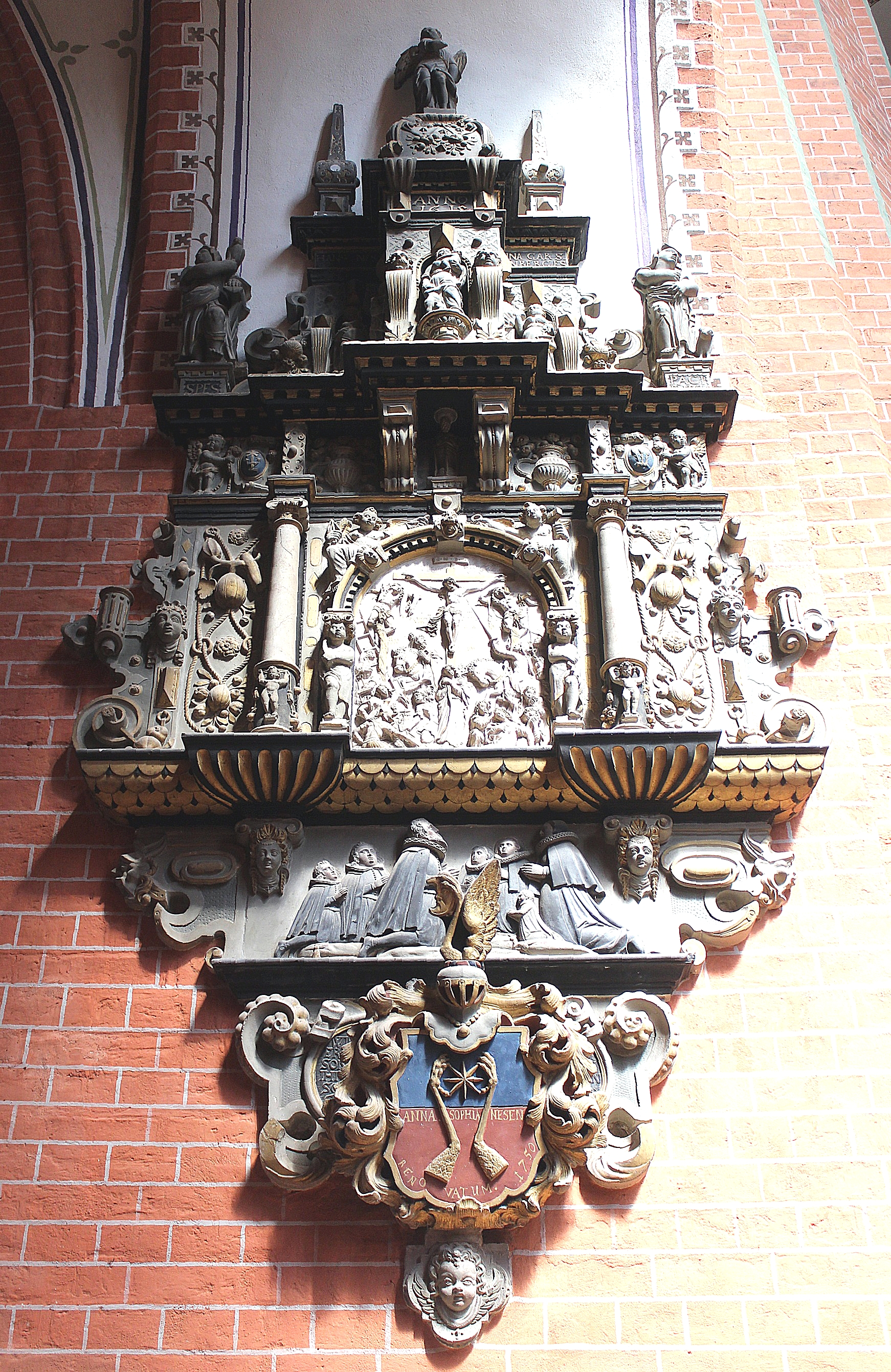
Jedno z epitafiów
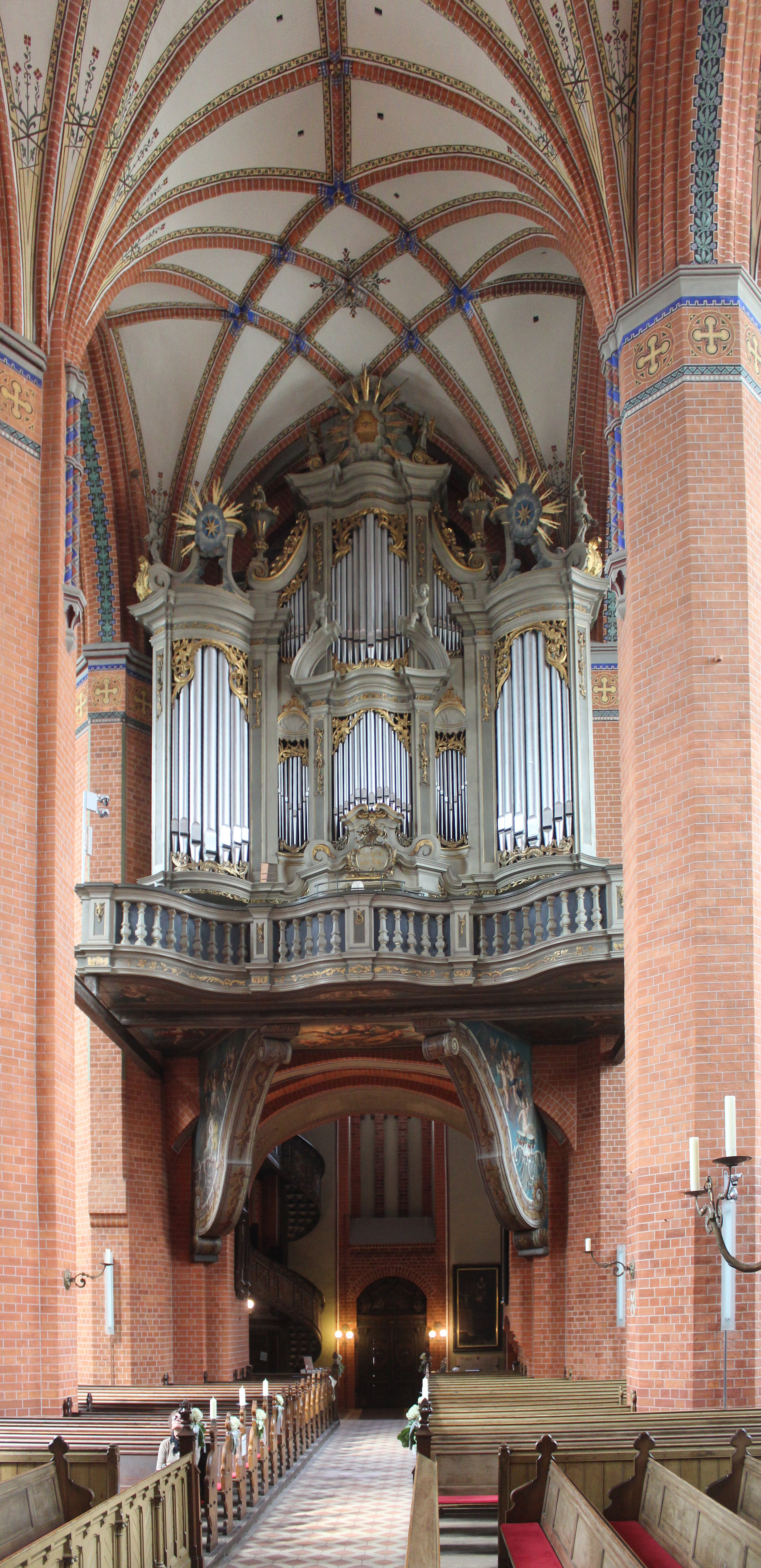
Empora i organy